# Lucirio Garrido
Lucirio Antonio Garrido Acosta (né le 8 avril 1992) est un athlète vénézuélien, spécialiste du 800 mètres et du 1 500 mètres.
Ses records personnels sont de :
- 800 m : 1 min 46 s 02, Medellín (COL)	le 29 avril 2017 ;
- 1500 m : 3 min 45 s 08, Concepción del Uruguay (ARG), le 31 mars 2019.

Il remporte la médaille d'or lors des Jeux sud-américains de 2018, puis deux titres lors des Championnats d'Amérique du Sud d'athlétisme 2019 à Lima.
Son père et son grand-père, homonymes, sont également des coureurs de demi-fond et de steeple.